# Festa Nacional do Milho
A Festa Nacional do Milho (Fenamilho ou Festa do Milho) é a principal festa do município de Patos de Minas e a maior festa agropecuária do estado de Minas Gerais. Realiza-se anualmente entre os meses de maio e junho. Nascendo como uma comemoração pelo aniversário do município, a Fenamilho hoje se destaca por exercer influência significativa nos setores de comércio e serviços de toda a região.

## A Origem da Festa
A primeira festa realizada em Patos de Minas, destacando o milho como produto principal, ocorreu em 1956, no distrito de Bom Sucesso, organizada pela Professora Célia Santos de Lima. Contou com a colaboração das colegas Odília Assunção Pedra, Jesuína Porto, e os alunos das Escolas Combinadas Monte Castelo, hoje Escola Estadual João Barbosa Porto. Toda a comunidade participou.
As crianças produziram artesanatos, como flores de palha, balaios e carrinhos de boi, utilizando a palha de milho. As mães e outras professoras ajudaram na culinária, preparando bolos, broas de fubá, canjica e pipoca. A programação incluiu missa, apresentações ao ar livre, palestras sobre a importância do cultivo do milho, e uma mostra de pratos feitos à base do grão.
A primeira rainha da festa do milho foi Jesuína Porto, uma das organizadoras, e a renda da festa foi destinada à manutenção da Vila dos Meninos.

## A Primeira Festa: 1959
A primeira Festa do Milho na sede de Patos de Minas ocorreu em 1959. Surgiu da necessidade de criar um evento que movimentasse a cidade, seja com desfiles de moda, bailes ou arrecadação de recursos para obras na cidade. Após discussões entre Padre Almir Neves de Medeiros, e a Professora Ordalina Vieira, surgiu a ideia de realizar uma festa para a construção do Colégio Municipal.

### O Milho como símbolo da Festa
Lia Brochado, proprietária da Loja Rio Modas, juntou-se à iniciativa, interessando-se em realizar um desfile de modas. A ideia de fazer a Festa da Colheita, inspirada na Festa da Uva do Rio Grande do Sul, foi proposta por Paulo Portilho. Como Patos de Minas era um grande produtor de grãos, optaram pela Festa do Milho, que valorizava a cultura local e se prestava à decoração do evento.
A renda foi destinada à construção do Seminário Pio XII. Com o apoio do Bispo Diocesano, Dom José André Coimbra, formou-se uma comissão de senhoras para organizar o evento. A primeira data principal da festa foi o dia 24 de maio, aniversário do município.

### O Concurso "Rainha do Milho"
Inspirada por outras festas, Lia Brochado incentivou a realização de um concurso de beleza, no qual três representantes da sociedade de Patos de Minas, concorreriam ao título de "Rainha do Milho", sendo elas:
- Helena Alves da Silva: Candidata da Associação Comercial e das Casas de Comércio.
- Maria Marta Caixeta Borges: Candidata dos Produtores Rurais e Associações Esportivas.
- Nívea Santos de Oliveira: Candidata da Associação Rural e Cooperativa.

Para valorizar ainda mais o concurso, voluntários e familiares das candidatas idealizaram carros alegóricos, tradição mantida até hoje. O desfile saiu da sede da Associação Rural da cidade, e seguiu pela cidade, sendo muito bem recebido pelo público. Três automóveis Willys foram ornamentados por senhoras da sociedade, destacando o milho na decoração.

## Primeiros anos: 1960-1964
Nos primeiros anos, a Festa do Milho manteve seu caráter filantrópico, com a renda destinada a instituições da cidade. Seu sucesso crescia a cada ano, consolidando eventos como a eleição das rainhas do milho, shows, exposições de gado, e o tradicional baile de eleição da rainha. Esses eventos tornaram a festa conhecida em toda a região do Alto Paranaíba, e posteriormente, em todo o estado de Minas Gerais.

## A Festa Nacional do Milho
A repercussão da Festa do Milho na economia agrária foi tão grande que, em 1965, o então presidente Humberto Castelo Branco, por meio do Decreto Presidencial n° 56.286, elevou o evento ao status de Festa Nacional do Milho, tornando 24 de maio o "Dia Nacional do Milho", cuja celebração ficaria a cargo do Ministério da Agricultura.